# Зграда у Ул. Наде Томић 21 у Нишу
Зграда у Ул. Наде Томић 21 у Нишу саставни је део заштићеног ширег подручја просторно културно-историјске целине. Изграђена је у другој деценији 20. века.

## Архитектура
Објекат има високо приземље и фасаду која је целом површином прекривена финим хоризонталним каналурама. Средишње место заузима један прозорски отвор, док су са леве и десне стране у односу на њега постављена по два груписана прозора, који су украшени имитацијама лучних аркада. У нижим етажама протеже се висока сокла, док је у горњим по један округли отвор изнад сваког појединачног прозора, као и широка дрвена стреха са обрађеним висећим резбареним фризом. Ово здање, заједно са својим двориштем од камених плоча и зеленилом припада староградско-амбијенталној архитектури.

## Споменик културе
Зграда у Ул. Наде Томић 21 је регистрована у Непокретна културна добра на територији општине Медијана, града Ниша. 
На основу одлуке Извршног савета Скупштине општине Ниш, 1983. године додаје се на списак Завода за заштиту споменика културе у Нишу и заведена је као непокретно културно добро: споменик културе.